# Pedro Antonio Echave y Rojas
Pedro Antonio Echave y Rojas (Lima, 14 de setiembre de 1680-ib., 19 de octubre de 1728) fue un magistrado, escritor y poeta hispanoperuano. Ejerció como oidor y fiscal de la Real Audiencia de Lima. Fue también caballero de la Orden de Alcántara.

## Biografía
Hijo del comerciante y escritor vasco Francisco de Echave y Assu, y de la criolla limeña María Díaz de Rojas y Soto Alvarado. En 1687 fue investido como caballero de la Orden de Alcántara. También fue capitán de las milicias de Lima.
En 1699 empezó a estudiar en el Real Colegio de San Martín de Lima. Se graduó de doctor en Leyes, en la Universidad Mayor de San Marcos. Debió entonces recibirse como abogado ante la Real Audiencia de Lima.
Radicó por un tiempo en España, donde compró un nombramiento como fiscal futurario de la Audiencia de Lima, que le fue certificado el 11 de enero de 1710. Regresó entonces al Perú, pero al no encontrar vacante, sirvió como oidor supernumerario. Al fallecer el fiscal titular, pasó a ocupar el puesto vacante. En 1713 asumió como oidor titular. En 1720 fue destituido por la Corona, acusado de comprar su puesto, pero fue restituido en 1723, al no poderse probar la imputación. Mantuvo su cargo hasta su fallecimiento. Recibió además el título de consejero de Su Majestad.
Estuvo casado con la limeña Magdalena de Villela, hija de un contador del Tribunal de Cuentas de Lima. Por medio de esta unión se involucró en la actividad minera de Huancavelica.

## Incursiones literarias
Fue también aficionado a la literatura y la poesía. Poseía una biblioteca con 1677 volúmenes.
Eventualmente dio a la publicidad algunas poesías y discursos, como los siguientes:
- Endechas reales, entre los preliminares de la Parentación real al soberano nombre e inmortal memoria del católico Rey de las Españas y Emperador de las Indias, el serenísimo don Carlos II..., de José de Buendía (1701).
- Un soneto, en la Oración fúnebre a las reales exequias del Rey Nuestro Señor don Carlos II, por Rodrigo de Castro y Mena (1701).
- Una "declamación afectuosa", en la resolución jurídica del obispo virrey Diego Ladrón de Guevara sobre la designación del doctor Pedro de Romaní para el curato de Huancavelica (1712).